# Частина 13: Джедай
Частина 13: Джедай — тринадцятий епізод американського телевізійного серіалу «Мандалорець» (п'ятий в другому сезоні). Її написав Джон Фавро та зрежисував Карл Везерс, вона вийшла на «Disney+» 27 листопада 2020 року. Головну роль грає Педро Паскаль — Мандалорець, самотній мисливець за головами. Українською мовою серія озвучена студією «Стругачка».

## Зміст
В Місті тривога; воно закриває свої ворота. Найманці Міста полюють за джедаєм з двома білими мечами. Джедай почергово знищує переслідувачів. Джедай вимагає від керівниці Міста здатися — інакше будуть наслідки та надає для рішення 1 день.
Мандалорець і Дитя летять у місто Калодан на планеті Корвус, щоб знайти Асоку Тано, яка бореться з головою міського магістрату Морґан Ельзбет і її стражниками. По дорозі до магістрату Мандалорець бачить ув'язнених на стовпах міських жителів — їх катують струмом. Зробивши вигляд, що він взяв замовлення на вбивство Асоки (винагорода — спис, зроблений з бескарської сталі) Мандалорець з Дитям вистежують її.
Мандалорець блукає пустим ніби згорілим лісом. Своїм тепловізором він бачить свіжі сліди і чує якийсь шерех. Раптово нападає джедай; бескарська сталь обладунів Мандо витримує удари світлового меча. Мандо обплутує джедая своїм пристосуванням; натомість вона перестрибує через гілку — і звільняється. Мандалорець називає її по імені — й передає вітання від Бока Тан. Використовуючи силу, Асока дізнається, що Дитя звуть Грогу, і пояснює Мандалорцю його неспокійне минуле.
Асока випробовує Дитя. Мандо вдається встановити ментальний зв'язок із Малюком — коли він пропонує улюблену рукоятку з «Гострого Гребегя». Асока відмовляється виховувати Малюка — він надто сильно прив'язався до Мандалорця й це робить Дитя вразливим. Мандо ставить перед Джедаєм вибір — погодмтмся взяти на себе навчання Грогу, якщо Мандалорець допоможе їй перемогти Ельзбет.
Охоронці міських воріт б'ють на сполох — джедай дозволяє їм побачити себе. Джедай перебиває активних охоронців та ліквідує міський дзвін. Джедай виходить на лінію прямого вогню; магістратиня приймає виклик. Джедай кидає перед магістратинею частину шолома Мандо — ніби вога перемогла. Починається погоня. Магістратиня наказує стратити заручників; тут втручається Мандалорець. Джедай поступово знищує охоронців магістрату; лищається живий тільки керівник варти. Мандалорець прикриває евакуацію містян. Керівник міської варти бачить перед собою одразу двох супротивників. Джедай приходить до магістратині; вони починають двобій. В часі бою магістратиня вибиває один меч джедая. Джедай вибиває спис із бескару та підносить вістря меча до горла супротивниці — доки начальник міської варти намагається приспати пильність Мандалорця. Начальник міської варти чує скінчення бою та складає зброю — але стрілює із прихованої. Мандо ліквідує його. Ельзбет Асока змушує повідомити місцезнаходження її господаря — великого адмірала Троуна.
Місто святкує звільнення від тиранії; губернатору Вінгу повертають його відзнаку. Джедай передає Мандалорцю бескарський спис — він його не приймає (бо не закінчив роботу). Джедай наполягає — і Мандо погоджується.
Асока відмовляється брати на себе відповідальність за Грогу, відчуваючи, що Дитина занадто прив'язана до Мандалорця. Вона спрямовує Мандо до руїн стародавнього храму на планеті Тайтон, де Грогу може з'єднатись з Силою, щоб його знайшов інший джедай. Але їх лишилося надто мало.
Мандалорець і Джедай? На таке ніхто не чекатиме

## Створення
Під час знімання першого сезону Мандалорця Джон Фавро розповів виконавчому продюсеру Дейв Філону, що «Малюк», символ, який є того ж виду, як майстер Йода, насправді зветься Грогу. Філоні почав думати про способи, як це можливо розкрити, і зрозумів, що Асока Тано мала б знати Йоду, змогла б зв'язатись з Грогу і має бути присутньою в подіях серіалу. Філоні створив свого часу персонаж Асоку для мультсеріалу «Зоряні війни: Війни клонів», в якому її озвучила Ешлі Екштейн. Екштейн повторила роль у серіалі «Зоряні війни: Повстанці» і виконала голосову роль у фільмі «Зоряні війни: Скайвокер. Сходження».
У листопаді, напередодні виходу епізоду, назва серії була озвучена як «Розділ 13: Джедаї». Філоні було важливо, щоб шанувальники, які виросли на перегляді анімованого персонажа Асоки Тано, відчували, що версія в серіалі є тим самим персонажем, і є ідентичною її попереднім появам.
Знімання серіалу відбувалося в Лос-Анджелесі за допомогою технології «StageCraft» від «Industrial Light & Magic» — для проєктування фонів на відеостіну, яка оточувала знімальний майданчик. Весь епізод знімався на відкритому просторі. Філоні було важливо, щоб серія мала «атмосферу» реального місця, і знімальна група прагнула досягти цього, додаючи пилові частинки, вітер та дим. Філоні вважав, що навколишнє середовище є важливою частиною епізоду, і згадував фільми Акіри Куросави як вплив на серію. Кінематографіст Баз Айдойн описав епізод як «магічну подорож у самурайську культуру, що перебуває під впливом Куросави».
Філоні знайшов твори Дена Іносанто про бойове мистецтво, корисні йому як режисеру на знімальному майданчику. Розмовляючи з Доусон про бойові сцени, він згадав фільми «Самурайська трилогія» Інагакі Хіросі, а також інші фільми, в яких знявся Міфуне Тосіро. Координатор трюків Раян Вотсон заявив, що бойові рухи Доусо мали бути плавними і менш чистими, ніж рухи самурая. Творець «Зоряних воєн» і співавтор персонажа Асока Тано Джордж Лукас відвідав знімальний майданчик, поки Філоні керував зніманням епізоду.

## Сприйняття
Вебсайт агрегатора рецензій «Rotten Tomatoes» повідомив про 96 % схвалення із середнім балом 9,14/10 на основі 47 відгуків. Критичний консенсус сайту наступний: "" Джедай"успішно втілюює Асоку в життя у епічній частині, яка охоплює все, що робить Мандалорця таким гідним вступом у канон «Зоряних воєн»".
Майк Вандербільт з «The A.V. Club» оцінив епізод в «А» і зазначив: «Красиво складені кадри Філоні та кінематографіста База Айдойна». Він зауважив, що волів би бачити більше подій в цьому епізоді. Вандербільт описав епізод як «одну частину самурайського фільму, а друга частина — спагеті-вестерн, що є майже такою ж ідеальною переробкою „Зоряних воєн“, як ви можете отримати». Пишучи для «Vulture», оглядач Кіт Філліпс дав епізоду 4 із п'яти зірок, та похвалив запрошений акторський склад і зазначив: «Мандалорець завжди виглядає добре, але Філоні справді перевершує себе цим епізодом — пам'ятними послідовностями дій та вражаючими композиціями». Рецензент Ян Томас Малоун надав епізоду позитивний відгук, написавши: «Частина 13 була найкращим епізодом серіалу, досягнувши ідеального балансу між випадковими глядачами та суперфанатами „Зоряних воєн“». У позитивному огляді для «RogerEbert.com» Нік Аллен стверджував: «Це захоплююче поєднання старих знань та нових шляхів, що показує, де були „Зоряні війни“, та скільки у них нових можливостей».
Дебютний виступ Доусон в ролі Асоки Тано був похвально сприйнятий. Видання «TVLine» назвала Доусон «Виконавцем тижня» за цю роль, зазначивши, що вона «по-справжньому втілила раніше анімованого героя». Пишучи для «Entertainment.ie», Браян Ллойд зазначав: «Розаріо Довсон більш ніж здатна привнести фізичний компонент до персонажа Асоки Тано і зробити її схожою на справжню загрозу». Пишучи для «Comicbookmovie.com», Джош Вайлдінг сприятливо порівняв її виступ з Ешлі Екштейн, оригінальною актрисою озвучення, написавши, що «ви точно залишитесь жадаючим більше цієї інтерпретації колишнього учня Енакіна Скайвокера».
Розкриття справжнього імені Дитини — Грогу, спричинило неоднозначні відгуки. Ребекка Альтер для «Vulture» написала: «Сили, що перебувають в Disney +/LucasFilm/Галактичній Імперії, почули, як нікому не сподобалося справжнє ім'я „Малюка“, і вирішили… іще більше посилити смішну справжню назву». Пишучи для "TheWrap, Філ Овен жорстко критикував це ім'я, зазначаючи: «Це одкровення могло повністю зруйнувати привабливість Малюка — щонайменш для мене».
Станом на березень 2021 року на сайті «Internet Movie Database» серія отримала рейтинг підтримки 9.5 з можливих 10 при 25320 голосах.

## Знімались
- Педро Паскаль — Мандалорець
- Майкл Б'єн — Ленг
- Розаріо Довсон — Асока Тано
- Діана Лі Іносанто — Морган Елсбет
- Вінг Т. Чао — губернатор Вінг